# Krasnaja-Nunatak
Der Krasnaja-Nunatak (russisch Гора Красная Gora Krasnaja, deutsch ‚Roter Berg‘) ist ein Nunatak im ostantarktischen Enderbyland. Er ragt 6,5 km südlich des Alderdice Peak in den Nye Mountains auf.
Seinen deskriptiven Namen erhielt der Nunatak im Zuge einer sowjetischen Antarktisexpedition zu Beginn der 1960er Jahre.